# Liste der Monuments historiques in Baâlons
Die Liste der Monuments historiques in Baâlons führt die Monuments historiques in der französischen Gemeinde Baâlons auf.

## Liste der Objekte
| Bezeichnung                   | Beschreibung | Standort                     | Kennzeichnung | Schutzstatus | Datum | Bild |
| ----------------------------- | --- | ---------------------------- | ------------- | ------------ | ----- | ---- |
| Taufbecken                    | Kalkstein, bemalt, 18. Jahrhundert | in der Kirche St-Rémi (Lage) | PM08001147    | Inscrit      | 1988  |      |
| Skulptur Madonna mit Kind (1) | Kalkstein, farbig gefasst, 17. Jahrhundert | in der Kirche St-Rémi (Lage) | PM08001144    | Inscrit      | 1988  |      |
| Kruzifix                      | Holz, farbig gefasst, erste Hälfte des 16. Jahrhunderts | in der Kirche St-Rémi (Lage) | PM08001146    | Inscrit      | 1988  |      |
| Drei Altäre                   | Hauptaltar: Altartisch, Tabernakel und Baldachin; zwei Seitenaltäre: jeweils Altartisch und Nischenretabel; Kalkstein, farbig gefasst und vergoldet, Marmor, Holz, farbig gefasst, 18. und 19. Jahrhundert | in der Kirche St-Rémi (Lage) | PM08001143    | Inscrit      | 1988  |      |
| Skulptur Heiliger Remigius    | Kalkstein, farbig gefasst, 16. Jahrhundert | in der Kirche St-Rémi (Lage) | PM08001145    | Inscrit      | 1988  |      |
| Skulptur Madonna mit Kind (2) | Holz, 14. Jahrhundert | in der Kirche St-Rémi (Lage) | PM08000043    | Classé       | 1965  |      |
| Skulptur Heiliger Nikolaus    | Stein, 17. oder 18. Jahrhundert | in der Kirche St-Rémi (Lage) | PM08000044    | Classé       | 1965  |      |